# M3 Scout Car
O M3 Scout Car foi um VBTP 4x4 de origem americana, utilizado durante a Segunda Guerra Mundial e também após a ela.
Foi desenvolvido pela empresa americana White Motor Company de Cleveland, Ohio, Estados Unidos, em 1937, e utilizado para diversos fins, como veículo de reconhecimento, ambulância, trator de artilharia, veículo de escolta, veículo de patrulha e veículo de comando. Era baseado no semi-lagarta M3, que também desempenhou diversos papéis na guerra, principalmente como anti-aérea.
Foi fornecido para os países aliados através do acordo de Lend-Lease, sendo que o Brasil recebeu cerca de 100 unidades em 1942. Ficou em serviço até a década de 1990, na República Dominicana.

## Especificações
- Armamento: 1 x metralhadora de 12,7 mm (.50) e 2 x de 7,62 mm (.30).
- Tripulação: 2 (motorista e comandante) e até 6 soldados.
- Velocidade Máxima: 82 km/h.
- Alcance: 403 km.
- Motorização: Hercules JXD de 110 hp, 6 cilindros à gasolina.
- Suspensão: Suspensão de lâminas.
- Tração: 4x4.
- Comprimento: 5,6 m.
- Altura: 2,1 m.
- Largura: 2,0 m.
- Peso: 4,0 t.
- Blindagem: 6-13 mm.